# فرط الإضاءة

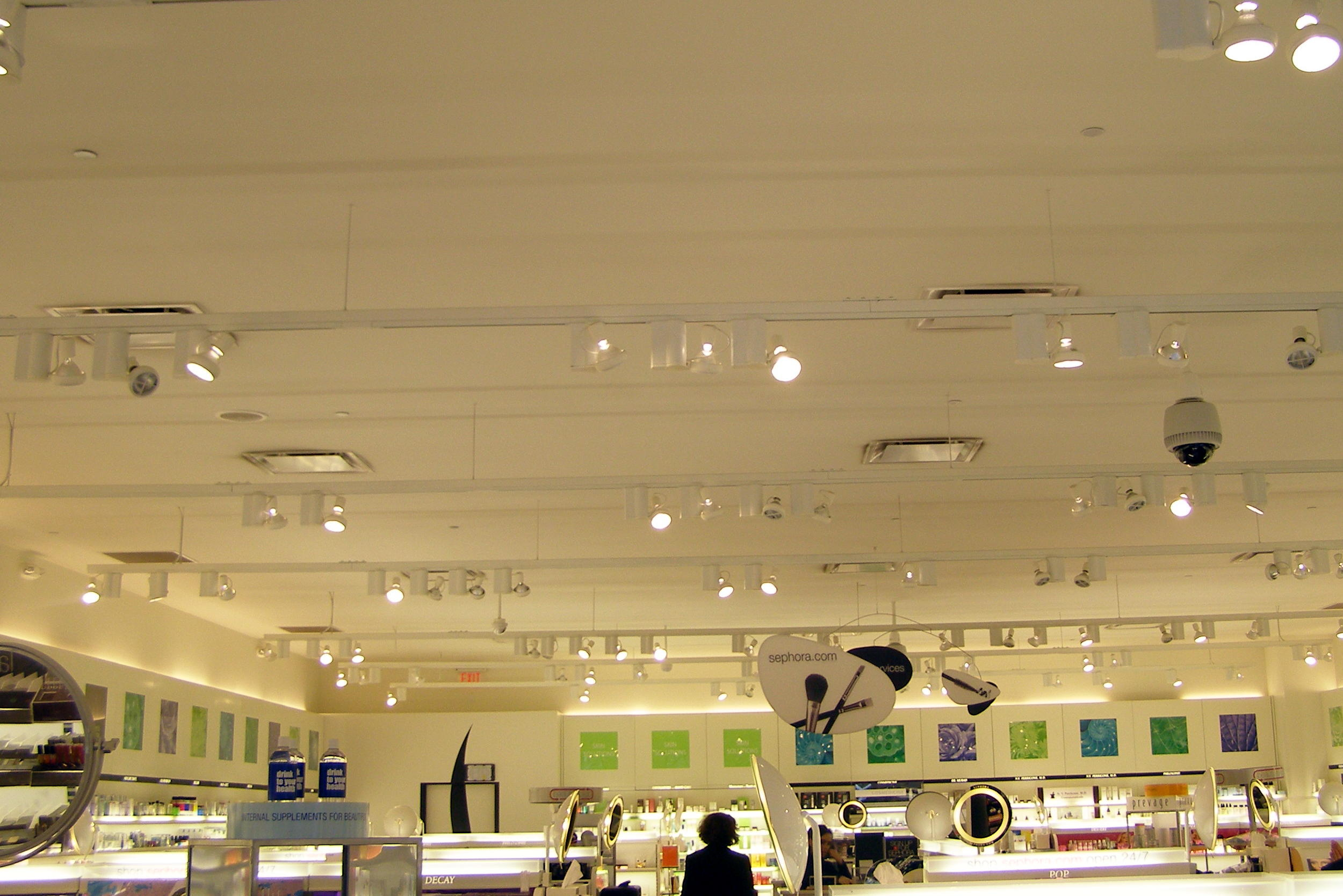
يحتوي متجر مستحضرات التجميل هذا على ضعف مستويات الإضاءة الموصى بها

فرط الإضاءة (أو الإضاءة الزائدة) هو الاستخدام المفرط والمبالغ فيه للإضاءة لنشاط أو مكان معين بشكل أعلى من المستويات المسموح بها. لم يكن فرط الإضاءة يعتبر مشكلة بين عامي 1950 و 1995 وتم التغاضي عنه على نطاق واسع لا سيما في تصميم المكاتب ومحلات البيع بالتجزئة. ومع ذلك فقد بدأ المجتمع المعني بالتصميم الداخلي منذ ذلك الحين يعيد التفكير في موضوع فرط الإضاءة وتأثيراته على الصحة العامة. فرط الإضاءة مرتبط بأحد النوعيين التاليين:
- الإضاءة الكهربائية غير الضرورية وهي باهظة الثمن وتستهلك الكثير من الطاقة. تمثل الإضاءة ما يقرب من 9٪ من استهلاك الكهرباء في المنازل اعتبارًا من عام 2001 [2] وحوالي 40٪ من استهلاك الكهرباء لأغراض تجارية.[3]
- قد تؤثر المستويات المفرطة من الضوء الاصطناعي سلبًا على الصحة. قد تعتمد هذه التأثيرات الضارة على الطيف بالإضافة إلى مستوى السطوع الكلي للضوء.

يمكن تقليل فرط الإضاءة الزائدة عن طريق تركيب مستشعرات إشغال الغرف (الأماكن) أو استخدام ضوء الشمس الطبيعي كلما أمكن ذلك أو إطفاء الأنوار عند مغادرة الغرفة أو تغيير نوع المصباح الكهربائي. لا توجد علاقة بين فرط الإضاءة والعمى الثلجي الذي يتسبب في حدوث أضرار للعين عند التعرض العالي للأشعة فوق البنفسجية. بينما يرتبط نقص الإضاءة (أي قلة الضوء وهو عكس فرط الإضاءة) بالاضطراب العاطفي الموسمي.

## الأثار الصحية
إن استخدام الإضاءة القوية والساطعة له تأثيرات سلبية حيث إن التعرض للإضاءة القوية لمدة طويلة قد يسبب الصداع والتوتر والقلق وخصوصاً في ساعات الليل حيث أنه قد يؤدي إلى عدم القدرة ألى النوم.
وقد أكدت بعض الدراسات أن الصداع النصفي سببه التعرض للضوء المكثف بشكل مفرط.

## الأسباب
- استخدام الضوء في مكان فارغ.
- استخدام المصابيح الكهربائية بدلا من الضوء الطبيعي.
- استخدام عدد كبير من المصابيح في مساحة صغيرة.
- تركيب عدد قليل جدا من مفاتيح الإنارة الكهربائية. وهذا يؤدي إلى منطقة يجب أن تكون إما مضيئة جداً أو غير مضيئة على الإطلاق.

## حلول
- الترشيد في استخدام الطاقة.
- إيقاف الأضواء عند عدم الحاجة.
- استخدام المناور والنوافذ لتقليل استخدام الإضاءة في النهار.
- الاعتماد على مصادر الإضاءة الطبيعية.
- استخدام أضواء حسب الحاجة وعدم رفع مستوى الإضاءة فوق الحاجة.انظر